# B The Beginning
B: The Beginning es una serie de anime original de internet (ONA) creada por Production I.G para Netflix. La serie se estrenó el 2 de marzo de 2018 en Netflix en todo el mundo. Una segunda temporada se estrenó el 18 de marzo de 2021.

## Sinopsis
En un mundo impulsado por tecnología avanzada, el crimen y la acción arrasan con la nación archipelágica de Cremona. De las figuras importantes, la principal es "Killer B": un asesino en serie que ha sumido en el caos a la ciudad. Las historias del protagonista Koku; de Keith, un investigador legendario del Servicio Real de Investigaciones (RIS); y una misteriosa organización criminal se entrelazan en el camino para alcanzar sus objetivos. 

## Personajes
| Personaje          | Japonés            | Español                | Inglés            |
| ------------------ | ------------------ | ---------------------- | ----------------- |
| Keith Kazama Flick | Hiroaki Hirata     | José Manuel Oliva      | Ray Chase         |
| Koku               | Yūki Kaji          | Rubén Felis            | Kyle McCarley     |
| Lily Hoshina       | Asami Seto         | Greta Ruiz             | Faye Mata         |
| Eric Toga          | Hiroki Tōchi       | Rafael Ordóñez Arrieta | Jalen K. Cassell  |
| Boris Meier        | Minoru Inaba       | Luis Porcar            | Doug Stone        |
| Kaela Yoshinaga    | Ami Koshimizu      | Nina Romero            | Allegra Clark     |
| Brian Brandon      | Toshiyuki Toyonaga | Álvaro Esteve          | Khoi Dao          |
| Mario Luís Zurita  | Shintarō Tanaka    | Arturo De La Rosa      | Patrick Seitz     |
| Jean-Henri Richard | Atsushi Goto       | Boris Sanz             | Keith Osterberg   |
| Gilbert Ross       | Toshiyuki Morikawa | Enric Puig             | John DeMita       |
| Laica              | Yu Kitada          | David De La Peña       | Xander Mobus      |
| Minatsuki          | Kaito Ishikawa     | Álex Moreno            | Johnny Yong Bosch |

## Producción
Netflix anunció la serie el 24 de febrero de 2016, indicando que la serie emitiria 12 episodios y se estrenaría en 190 países de todo el mundo. Originalmente se tituló Perfect Bones. Más tarde se reveló que el título era B: The Beginning. Kazuto Nakazawa dirigió la serie y diseñó los personajes mientras se desempeñaba como supervisor de animación clave, Yoshiki Yamakawa también dirigió la serie junto a Nakazawa, Katsuya Ishida escribió los guiones y Yoshihiro Ike compuso la música.
El tema principal "The Perfect World" fue interpretado por Marty Friedman en colaboración con el vocalista de Man with a Mission Jean-Ken Johnny, el bajista KenKen y Kōji Fujimoto. La serie se estrenó el 2 de marzo de 2018.
Anime Limited adquirió la serie para la distribución en el Reino Unido e Irlanda. Se anunció el 30 de mayo en el panel de Anime Matsuri que también sería lanzada en Norteamérica. Shout! Factory lo distribuiria conjuntamente. Fue lanzado el 2 de octubre de 2020.
Durante el Annecy International Animated Film Festival en 2018, Netflix anunció que se está produciendo una segunda temporada. La segunda temporada, titulada B: The Beginning Succession se estrenó el 18 de marzo de 2021. Itsuro Kawasaki está dirigiendo la serie, con Kazuto Nakazawa como director en jefe, y el resto del personal y el elenco retomando sus roles.

## Episodios
| Temporada | Temporada | Título                      | Episodios | Episodios | Lanzamiento original | Lanzamiento original |
| --------- | --------- | --------------------------- | --------- | --------- | -------------------- | -------------------- |
|           | 1         | B: The Beginning            | 12        | 12        | 2 de marzo de 2018   | 2 de marzo de 2018   |
|           | 2         | B: The Beginning Succession | 6         | 6         | 18 de marzo de 2021  | 18 de marzo de 2021  |

### Primera temporada (2018)
| N.º en serie | N.º en temp. | Título        | Dirigido por       | Escrito por    | Fecha de emisión original |
| ------------ | ------------ | ------------- | ------------------ | -------------- | ------------------------- |
| 1            | 1            | «Episodio 01» | Yoshiki Yamakawa   | Katsuya Ishida | 2 de marzo de 2018        |
| 2            | 2            | «Episodio 02» | Kenichi Matsuzawa  | Katsuya Ishida | 2 de marzo de 2018        |
| 3            | 3            | «Episodio 03» | Toshiya Niidome    | Katsuya Ishida | 2 de marzo de 2018        |
| 4            | 4            | «Episodio 04» | Takahiro Kawakoshi | Katsuya Ishida | 2 de marzo de 2018        |
| 5            | 5            | «Episodio 05» | Yoshiko Okuda      | Katsuya Ishida | 2 de marzo de 2018        |
| 6            | 6            | «Episodio 06» | Kenichi Matsuzawa  | Katsuya Ishida | 2 de marzo de 2018        |
| 7            | 7            | «Episodio 07» | Takahiro Kawakoshi | Katsuya Ishida | 2 de marzo de 2018        |
| 8            | 8            | «Episodio 08» | Ai Yoshimura       | Katsuya Ishida | 2 de marzo de 2018        |
| 9            | 9            | «Episodio 09» | Takashi Andō       | Katsuya Ishida | 2 de marzo de 2018        |
| 10           | 10           | «Episodio 10» | Itsuro Kawasaki    | Katsuya Ishida | 2 de marzo de 2018        |
| 11           | 11           | «Episodio 11» | Kenichi Matsuzawa  | Katsuya Ishida | 2 de marzo de 2018        |
| 12           | 12           | «Episodio 12» | Kazuto Nakazawa    | Katsuya Ishida | 2 de marzo de 2018        |

### Segunda temporada (2021)
| N.º en serie | N.º en temp. | Título        | Dirigido por               | Escrito por   | Fecha de emisión original |
| ------------ | ------------ | ------------- | -------------------------- | ------------- | ------------------------- |
| 1            | 13           | «Episodio 01» | Kazuki Yokoyama            | Iwao Teraoka  | 18 de marzo de 2021       |
| 2            | 14           | «Episodio 02» | Tadashi Nakamura           | Koji Sawai    | 18 de marzo de 2021       |
| 3            | 15           | «Episodio 03» | Kenichi Matsuzawa          | Koji Sawai    | 18 de marzo de 2021       |
| 4            | 16           | «Episodio 04» | Katsuya Asano              | Tomomi Kamiya | 18 de marzo de 2021       |
| 5            | 17           | «Episodio 05» | Takashi Igari              | Takashi Igari | 18 de marzo de 2021       |
| 6            | 18           | «Episodio 06» | Iroha Mitsuki, Hajime Aizu | Koji Sawai    | 18 de marzo de 2021       |